# Litoral do Brasil

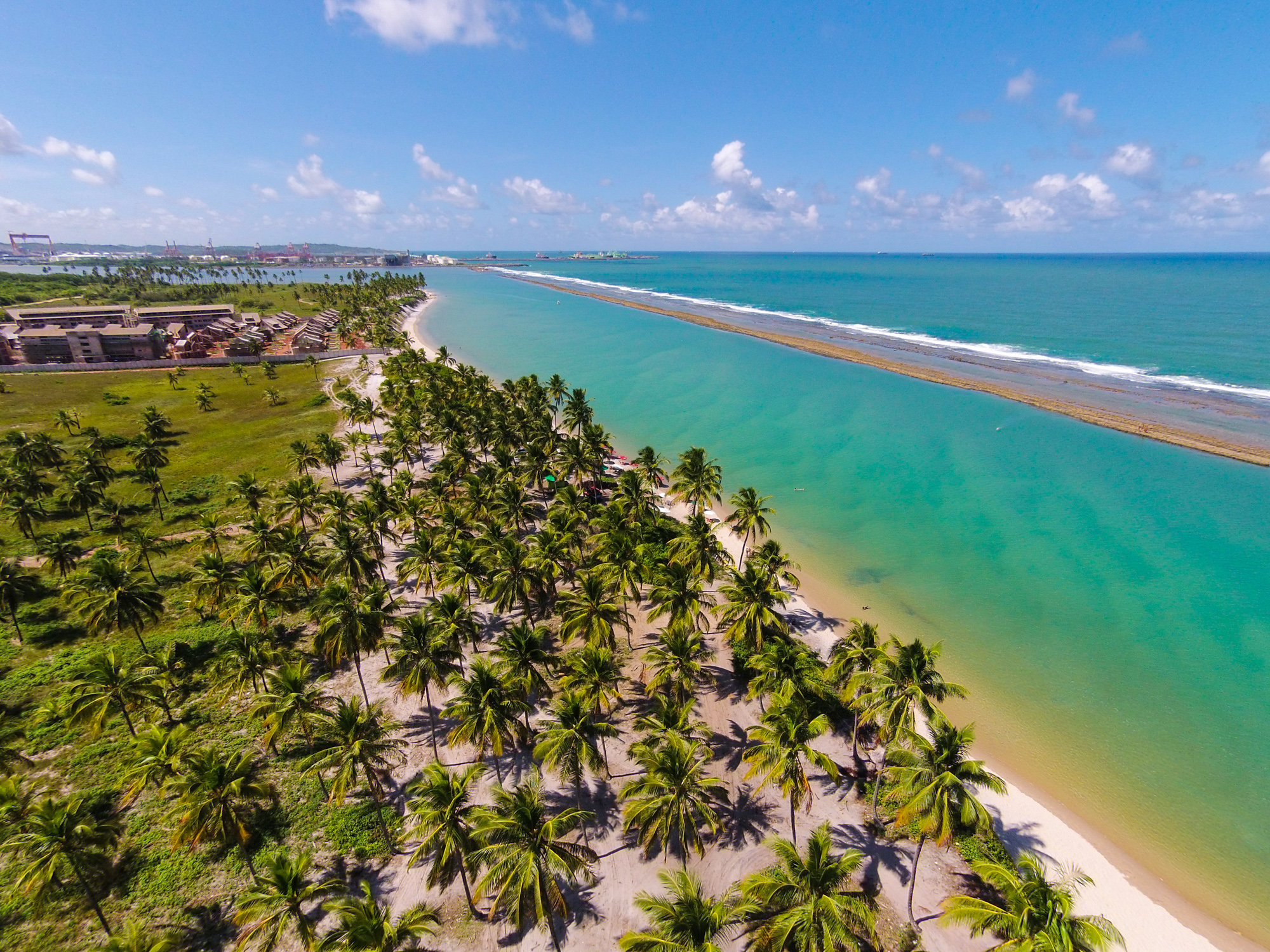
Praia de Muro Alto, Ipojuca, Pernambuco

O litoral do Brasil tem 7 491 quilômetros de extensão, o que o torna o 15.º maior litoral nacional do mundo. Toda a costa encontra-se ao lado do Oceano Atlântico. Um número considerável de características geográficas podem ser encontradas nas áreas costeiras brasileiras, como ilhas, arrecifes e baías. As praias do Brasil (2 095 no total) são famosas no mundo todo e recebem um grande número de turistas.
Dos 26 estados brasileiros, nove não têm acesso ao mar, além do Distrito Federal. A maioria dos 17 estados costeiros têm suas capitais próximas do litoral, com exceção de Porto Alegre (Rio Grande do Sul), Curitiba (Paraná), São Paulo (São Paulo), Teresina (Piauí), Belém (Pará) e Macapá (Amapá). No entanto, Porto Alegre, Belém e Macapá estão todas perto de grandes rios navegáveis; enquanto Curitiba e São Paulo se situam em áreas de planalto a menos de 100 quilômetros de distância do Oceano Atlântico, em linha reta e Teresina é a mais distante da costa, 330 km.

## Divisões
Considerando as representações de geógrafos como João Dias da Silveira, a costa do Brasil compreende vários aspectos, os quais conduzem à seguinte fragmentação:
- Costa Setentrional — apresenta o menor prolongamento. É constituído por sedimentos recentes, ocorrendo a prevalência de lagunas, mangues e restingas; compreende o litoral do Amapá e o do Pará e este é caracterizado pela desembocadura do rio Amazonas, com canais, pequenos lagos, manguezais e ilhas, dentre elas a de Marajó. Na porção setentrional do Amapá existem também extensas restingas.[6]
- Costa Norte-Oriental — é o maior em extensão. É bastante variegado em sua geomorfologia e panorama. Sobressaem as dunas do Parque Nacional dos Lençóis Maranhenses, as quais compreende lagoas na época das chuvas, e o Delta do Parnaíba, do Maranhão ao Piauí. Na parte que se estende do Rio Grande do Norte⁣ ao estado da ⁣Bahia são abundantes as dunas, falésias, arrecifes, restingas, mangues, lagoas e coqueirais. De Alagoas a Sergipe se encontra a desembocadura do rio São Francisco. Além disso, é relevante a ⁣⁣baía de Todos os Santos⁣⁣, no estado da Bahia.[6]
- Costa Sul-Oriental — Apresenta várias partes montanhosas e demais grandes e retos. Entre a porção setentrional do Espírito Santo até a municipalidade de Cabo Frio (RJ), são abundantes pequenas baixadas, restingas e altitudes. Entre Cabo Frio a Marambaia existem lagunas e restingas. Deste ponto até São Sebastião, já em São Paulo, a costa é montanhosa e curva, caracterizada pela existência natural da Serra do Mar. A partir daí até o rio Ribeira do Iguape, prevalecem as baixadas.[6]
- Costa Meridional — É extremamente fragmentada no Paraná, visto que a Serra do Mar torna a se encontrar perto do litoral. No litoral de Santa Catarina existem morros constituídos pela erosão das encostas íngremes da serra do Mar. Com um cinturão litorânea enorme e reto, o estado do Rio Grande do Sul é caracterizado pela laguna dos Patos e lagoa Mirim, constituídas pela ocupação de restingas.[6]

## Características socioeconômicas
O extenso litoral do Brasil desfruta de condições propícias à prática da navegação de cabotagem ao longo de todo o ano, contribuindo para sua relevância no contexto logístico nacional. Nesse território costeiro, realiza-se a atividade pesqueira, cuja produção, embora presente, revela-se modesta quando comparada à escala internacional. Tal prática econômica encontra-se sob a jurisdição do Ministério da Pesca e Aquicultura, órgão subordinado à estrutura administrativa da Presidência da República Federativa do Brasil.
É importante destacar que, em determinadas porções desse litoral — sobretudo na região nordeste, notadamente nos estados do Rio Grande do Norte e do Ceará, bem como em áreas do estado do Rio de Janeiro —, existem salinas cuja existência assegura a autossuficiência do país quanto à produção de sal. Por sua vez, a costa de Santa Catarina apresenta uma conformação geográfica caracterizada pela presença de enseadas e baías protegidas. As quais não somente favorecem a prática da maricultura, tornando o estado o principal produtor nacional de moluscos, como também proporcionam ambientes de águas serenas que atraem turistas em busca de atividades náuticas e lazer durante o verão.
Cumpre ainda mencionar que, ao longo da plataforma continental brasileira, encontram-se expressivas jazidas de petróleo, cuja exploração representa cerca de 70% da totalidade da produção petrolífera nacional, conferindo à área estratégica importância para o setor energético do país.

## Características físicas
O Oceano Atlântico Sul caracteriza-se por possuir uma salinidade média estimada em 37‰, a qual se mostra superior àquela observada, em termos globais, nas demais massas oceânicas, cuja média situa-se em torno de 35‰. Tal elevação nos índices salinos decorre, sobretudo, do predomínio de temperaturas elevadas, da persistência de ventos constantes e da acentuada taxa de evaporação, fatores que, nas regiões onde se localizam salinas, contribuem para intensificar ainda mais esse fenômeno.
Embora, de maneira geral, as marés apresentem amplitude reduzida, variando entre 2 e 4 metros, é digno de nota que o litoral do estado do Maranhão constitui uma exceção, por registrar marés significativamente mais altas — atingindo 7,80 metros na cidade de São Luís e chegando a 8,16 metros na região portuária de Itaqui.
No que se refere à influência das correntes oceânicas sobre o litoral brasileiro, é possível afirmar que três correntes marinhas exercem papel fundamental na regulação do clima dessa faixa litorânea: as correntes das Guianas e a brasileira, ambas de natureza quente, bem como a corrente das Malvinas, de águas frias. Convém destacar que a corrente das Guianas atua sobre o litoral setentrional, enquanto a corrente brasileira incide predominantemente sobre o litoral oriental. Já a corrente das Malvinas — denominação alternativa da das Malvinas —, cuja origem remonta às águas geladas próximas ao polo sul, influencia somente uma estreita faixa do litoral meridional.
Quanto à configuração do relevo submarino do Atlântico Sul, observa-se inicialmente a existência da chamada plataforma continental, a qual se estende até cerca de 200 metros de profundidade, sendo sucedida por um acentuado declive conhecido como talude continental. Este, por sua vez, pode atingir desníveis de até dois mil metros, culminando na zona pelágica, onde se manifestam estruturas geológicas tais como as dorsais oceânicas e as bacias submarinas, também denominadas cordilheiras submersas. Abaixo desse patamar, inicia-se a zona abissal, que representa a porção mais profunda e remota do oceano.
Ressalte-se ainda que a plataforma continental brasileira apresenta uma largura bastante desigual ao longo de sua extensão. Nas imediações do litoral paraense, por exemplo, ela atinge aproximadamente 400 quilômetros de largura, ao passo que, no litoral da região Nordeste, esse valor sofre acentuada redução. Essa variação está estreitamente relacionada à proximidade com as desembocaduras dos grandes rios, onde ocorre o acúmulo de expressivos volumes de sedimentos constituídos por areia, cascalho e demais materiais detritos.

## Extensão do litoral brasileiro por estado
| Estados             | Extensão (km) | Percentual (%) |
| ------------------- | ------------- | -------------- |
| Bahia               | 932           | 12,4           |
| Maranhão            | 640           | 8,7            |
| Rio de Janeiro      | 636           | 8,6            |
| Rio Grande do Sul   | 623           | 8,5            |
| São Paulo           | 622           | 8,5            |
| Amapá               | 598           | 8,1            |
| Ceará               | 573           | 7,8            |
| Pará                | 562           | 7,6            |
| Santa Catarina      | 531           | 7,2            |
| Rio Grande do Norte | 410           | 5,7            |
| Espírito Santo      | 392           | 5,3            |
| Alagoas             | 229           | 3,1            |
| Pernambuco          | 187           | 2,5            |
| Sergipe             | 163           | 2,2            |
| Paraíba             | 117           | 1,6            |
| Paraná              | 98            | 1,3            |
| Piauí               | 66            | 0,9            |
| Total               | 7.379         | 100            |

## Praias
- Lista de praias da Bahia
- Lista de praias do Ceará
- Lista de praias do Pará
- Lista de praias da Paraíba
- Lista de praias do Rio Grande do Norte
- Lista de praias do Rio de Janeiro
- Lista de praias de São Paulo